# Кармијано (Лече)
Кармијано (итал. Carmiano) је насеље у Италији у округу Лече, региону Апулија.
Према процени из 2011. у насељу је живело 9472 становника. Насеље се налази на надморској висини од 31 м.

## Становништво
| 1931. | 1936. | 1951. | 1961. | 1971.  | 1981.  | 1991.  | 2001.  | 2011.  |
| ----- | ----- | ----- | ----- | ------ | ------ | ------ | ------ | ------ |
| 6.514 | 7.204 | 8.691 | 9.252 | 10.033 | 11.548 | 12.176 | 12.160 | 12.096 |